# Puma (marca de automóviles)

Puma Automóveis Ltda. es un fabricante brasileño de automóviles deportivos. Fue constituida en 1963 como Sociedade de Automóveis Lumimari, luego se convirtió en  Puma Veículos e Motores'' al año siguiente, y ''Puma Indústria de Veículos SA'' en 1974.
La marca cedió los derechos de producción por tiempo limitado a otras empresas, entre ellas las brasileñas Araucária Veículos Ltda primero y Alfa Metais Veículos Ltda después, y también a una empresa de Sudáfrica en los años 1973-1974, 1989-1991, 2007 y finalmente 2014, cuando expiraron los derechos de producción de los modelos Puma.
En 2013, la empresa fue revivida por un exdirector industrial de Puma Indústria de Veículos SA bajo el nombre de Puma Automóveis Ltda, con sede en el estado de São Paulo. Nuevos proyectos incluyeron el prototipo Puma P-052, construido específicamente para deportes de motor y el Puma GT Lumimari, llamado así en honor al nombre original de la compañía.

## Historia

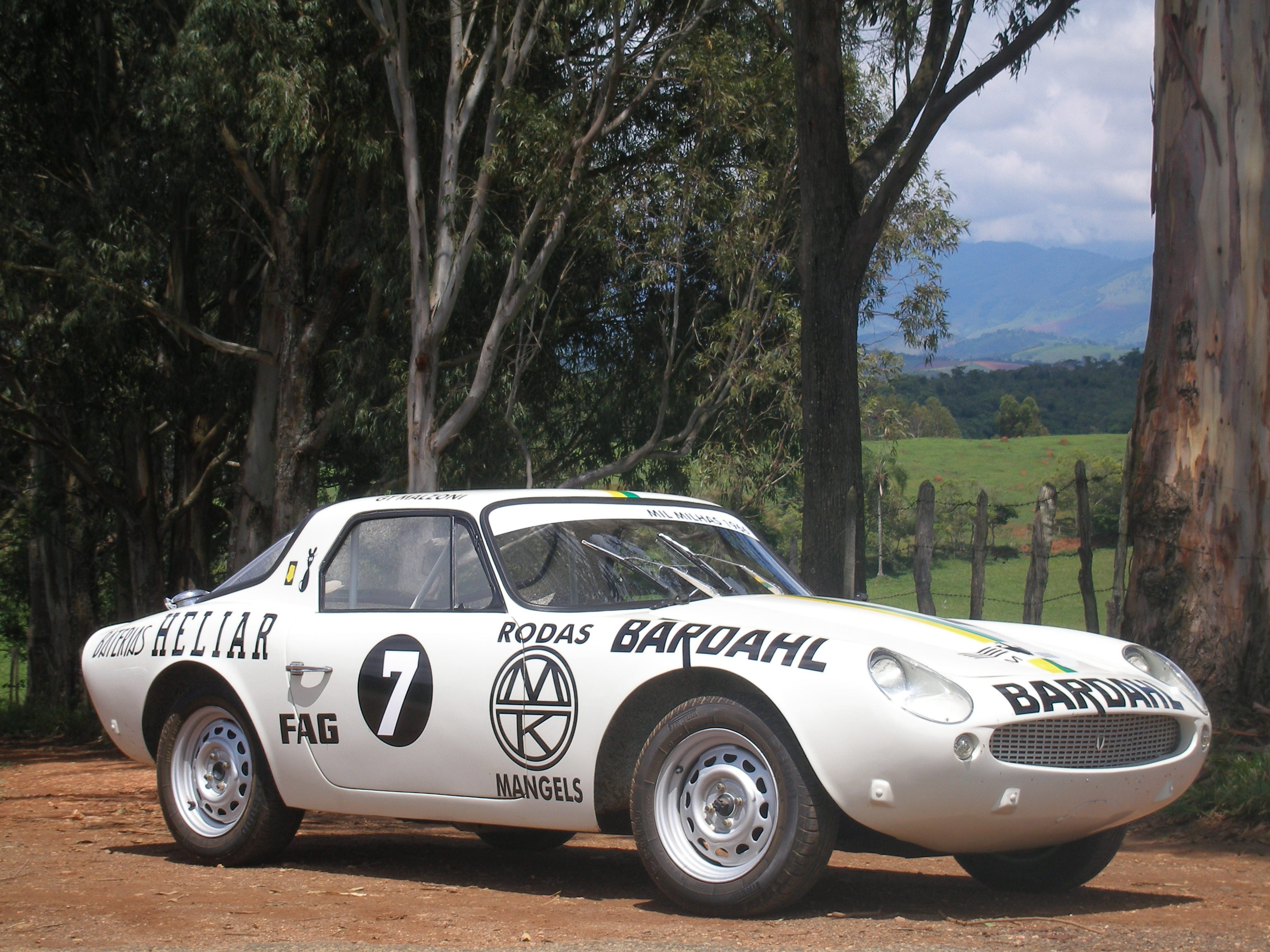
DKW GT Malzoni, de Genaro "Rino" Malzoni

Puma tiene su origen en el inmigrante y diseñador brasileño nacido en Italia; Rino Malzoni, quien concibió un vehículo con una carrocería de fibra de vidrio de aspecto deportivo montada sobre un chasis de automóvil de producción, con modificaciones de motor y suspensión para mejorar el rendimiento.
Esta idea impulsó a Malzoni a crear un prototipo de coche de carreras, desarrollado en su finca de Matão, en el interior de São Paulo. Contó con el apoyo de Veículos e Máquinas Agrícolas S.A. (Vemag), representante de DKW en Brasil, que suministró un motor y un chasis rodante con el objetivo de destronar a Willys en el Autódromo de Interlagos. El prototipo, que tenía un motor DKW de tres cilindros de 981 cc (59,9 pulgadas cúbicas) montado en la parte delantera y pesaba 720 kg (1587 lb), obtuvo cinco victorias en Interlagos en 1964 y ganó las carreras principales al año siguiente.
Con el enorme éxito del modelo y varias victorias en varias competiciones en el mismo año en que se lanzó el primer vehículo, varios entusiastas de los automóviles fundaron la Sociedade de Automóveis Lumimari Ltda, entre ellos Luiz Roberto Alves da Costa (LU), Milton Masteguin (MI), Mário César de Camargo Filho (MA) y Rino Malzoni. Cada fundador contribuyó con las dos primeras letras de su nombre al nombre de la empresa. El primer modelo producido se denominó GT Malzoni en honor al creador y principal persona involucrada en la marca. En 1966, la marca cambió su nombre a Puma Veículos e Motores Ltda por sugerencia del jefe del departamento de competición de Vemag, Jorge Lettry.
También en 1966, Puma participó en el Salón del Automóvil y presentó su modelo más nuevo, el Puma GT, conocido por muchos como Puma DKW, que era en su mayor parte una mejora del GT Malzoni, ya que utilizaba la misma carrocería y corregía algunos problemas del primero y añadía algunas novedades, en total se produjeron unas 125 unidades, hasta que Vemag fue comprada por Volkswagen (VW) en 1967. En el mismo año, Puma pasó a llamarse Puma Indústria de Veículos SA, pasando a ser una empresa que cotiza en bolsa.

### Cambio a Volkswagen
Cuando VW se hizo cargo de DKW-Vemag, Malzoni perdió su suministro de chasis y motores. Pasó nueve meses en su granja trabajando para crear un nuevo vehículo utilizando un chasis Volkswagen Karmann Ghia, un motor Volkswagen refrigerado por aire de 1.5L y un transeje montado en la parte trasera. Este se convirtió en uno de los modelos más exitosos de Puma; fue producido entre 1967 y 1970 y ayudó al crecimiento de la empresa y a la consolidación de la marca.
En 1969, Puma realizó una edición limitada de sus autos deportivos para ser sorteados en la revista Quatro Rodas, una de las revistas más importantes del mundo automotor en el país, el modelo en cuestión fue el Puma GT4R, en el cual se produjeron solo 3 para el sorteo, en colores cobre, azul y verde; más adelante, se realizó otro modelo, este para Malzoni.

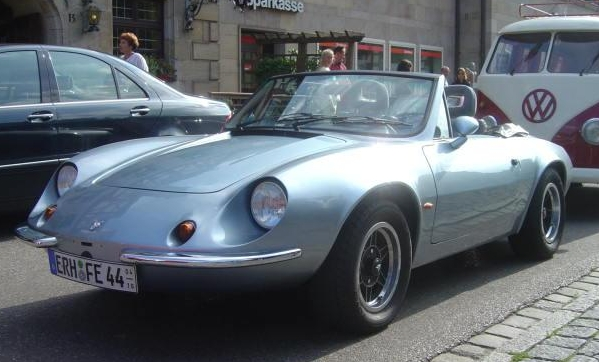
Puma GTS versión Spider

En 1970, Puma lanzó su auto más exitoso hasta la fecha, el Puma GTE, ("E" por "Export"), un auto deportivo para ser distribuido alrededor del mundo, incluyendo ventas a Europa, Asia, África y el continente americano. El Puma GTE fue una versión actualizada del Puma GT, con un su diseño reformulado, actualizado y que cumplía con las reglamentaciones de tránsito de cada país donde fuera ordenado. En 1971 se lanzó el Puma Spider, una versión modificada y convertible del Puma GTE. Ambos vehículos hicieron un uso extensivo de componentes de VW. Los modelos fueron actualizados y relanzados en 1976.

## Cronología
- 1964 — El GT Malzoni da origen a una serie de modelos que buscan mantenerse al día con las tendencias en diseño y tecnología mecánica, manteniendo al mismo tiempo una producción flexible para adaptarse a la disponibilidad de proveedores y piezas.
- 1966 — Aparece el Puma GT (DKW). Es básicamente el GT Malzoni con retoques estéticos.
- 1968 — La plataforma Karmann Ghia 1500 sustituye a la plataforma DKW cuya fabricación se discontinuó después de que Volkswagen adquiriera DKW.
- 1970 — El Puma GT pasa a llamarse Puma GTE.
- 1971 — Se lanza un modelo descapotable, llamado Puma Spider.
- 1973 — Se lanza una nueva carrocería que, aunque similar a la anterior, se mejora en detalles. El Spider pasa a llamarse Puma GTS.
- 1974 — Se lanza el Puma GTB, utilizando la plataforma del Chevrolet Opala.
- 1976 — Los modelos GTE y GTS pasan a basarse en el chasis del Volkswagen Brasília.
- 1980 — Se lanza el P-018, el GTE pasa a llamarse GTI y el GTS pasa a llamarse GTC.
- 1986 — Debido a dificultades financieras, Puma alquila sus marcas y moldes por un tiempo limitado a Araucária Veículos, que fabrica una pequeña cantidad de vehículos.
- 1988 — La producción de automóviles Puma se transfiere a Alfa Metais, que produce los modelos AM1, AM2, AM3, AM4 y AMV.
- 1995 — Se vende el último automóvil con la marca Puma, un AM4 Spyder.
- 1999 — Se vende el último camión Puma, un modelo 7900.
- 2013 — Se crea Puma Automóveis Ltda para continuar la historia de la marca, siendo la actual titular de los derechos de la marca Puma, otorgados por Puma Indústria de Veículos SA.

## Modelos de Puma
- Puma GT (DKW) (1967) (VW) (1968-1970)
- Puma GT4R (1969–1970) (Series especiales)
- Puma P8 (1971)
- Puma Spider (1971–1972)
- Puma GTE (1970–1980)
- Puma GTS (1973–1980)
- Puma GTB (1974–1979)
- Puma GTB S2 (1979–1987)
- Puma GTB S3 (1984–1984)
- Puma GTB S4 (1984–1984)
- Puma P-018 (1981–1987)
- Puma GTC (1981–1986)
- Puma GTI (1981–1987)
- Puma AM1 (1988–1990)
- Puma AM2 (1988–1990)
- Puma AM3 (1989–1993)
- Puma AM4 (1990–1995)
- Puma AMV (1988–1992)
- Puma 914 (1994-1999) (Camión)
- Puma 7900 (1996-1999) (Camión)
- Puma GT P-052 (2013 – Actualidad)
- Puma GT Luminari (2017 – Actualidad)

## Lectura adicional
- Braun, Thomas (2022). Puma: Models - Technology - History (en inglés). BoD – Books on Demand. ISBN 9783754377789.